# Pimpla asiatica
Pimpla asiatica là một loài tò vò trong họ Ichneumonidae.